# Pseudagolius coloradensis
Pseudagolius coloradensis är en skalbaggsart som beskrevs av Horn 1870. Pseudagolius coloradensis ingår i släktet Pseudagolius och familjen Aphodiidae. Inga underarter finns listade i Catalogue of Life.